# Payton Pritchard
Payton Michael Pritchard (Tualatin, Oregón, 28 de enero de 1998) es un baloncestista estadounidense que pertenece a la plantilla de los Boston Celtics de la NBA. Con 1,85 metros de estatura, juega en la posición de base.

## Trayectoria deportiva

### Universidad

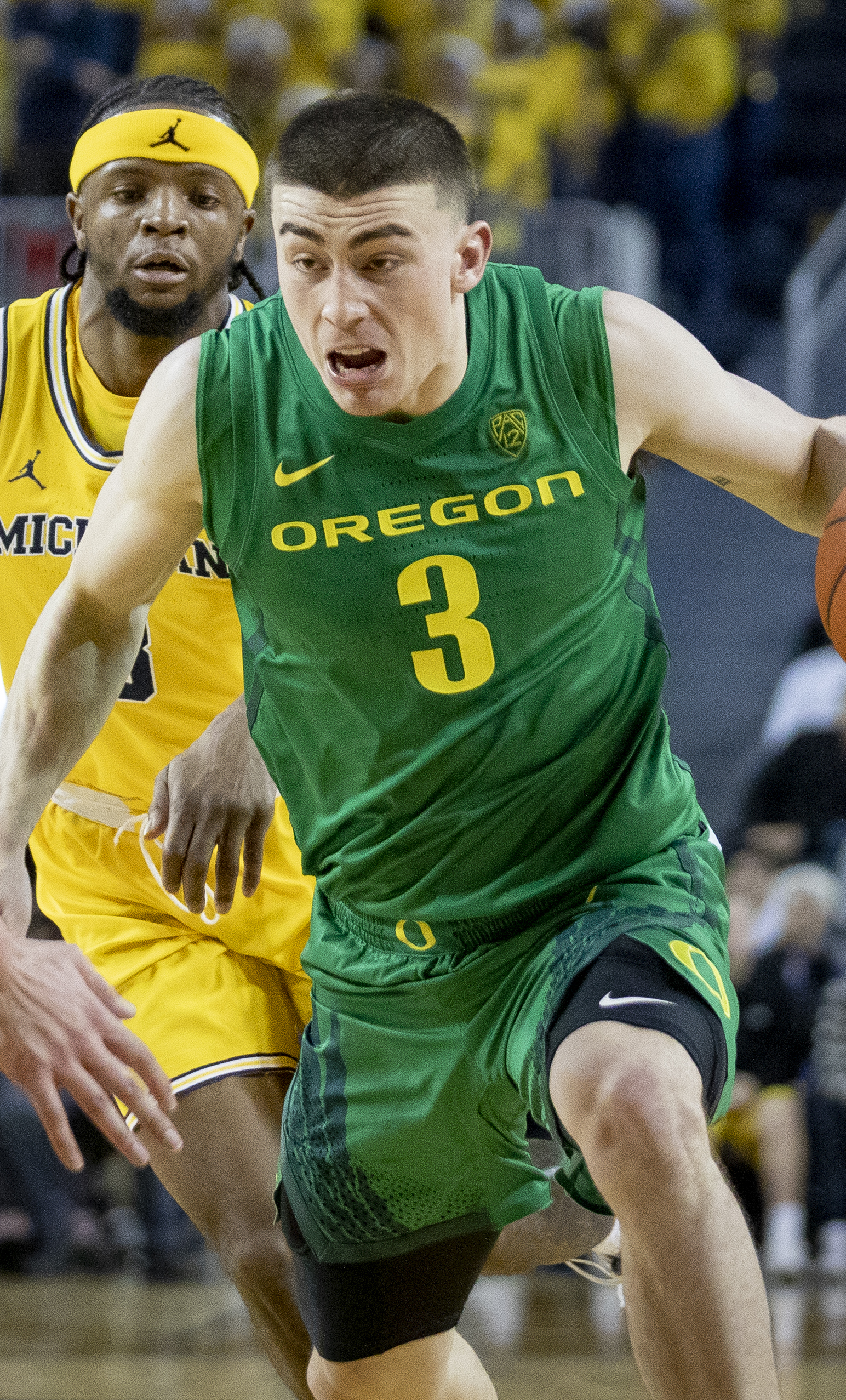
Pritchard con Oregon en 2019.

Jugó cuatro temporadas con los Ducks de la Universidad de Oregón, en las que promedió 13,5 puntos, 3,8 rebotes, 4,6 asistencias y 1,5 robos de balón por partido. En 2018 fue incluido en el segundo mejor quinteto de la Pacific-12 Conference, mientras que en 2020 lo fue en el primer equipo, siendo además elegido Jugador del Año de la conferencia.
Esa última temporada fue además fue incluido en el primer equipo consensiado All-American, y galardonado con el Premio Bob Cousy al mejor base de la División I de la NCAA, y el Premio Lute Olson al mejor jugador universitario con dos años al menos jugando en el mismo equipo.
Es el primer jugador en la historia de la Pac-12 en acabar su carrera con al menos 1900 puntos, 500 rebotes y 600 asistencias.

#### Estadísticas
| Año     | Equipo | PJ  | PT  | MPP  | %TC  | %3P  | %TL  | RPP | APP | ROB | TPP | PPP  |
| ------- | ------ | --- | --- | ---- | ---- | ---- | ---- | --- | --- | --- | --- | ---- |
| 2016–17 | Oregon | 39  | 35  | 28.3 | .393 | .350 | .730 | 3.4 | 3.6 | 1.2 | .1  | 7.4  |
| 2017–18 | Oregon | 36  | 36  | 35.1 | .447 | .413 | .774 | 3.8 | 4.8 | 1.4 | .0  | 14.5 |
| 2018–19 | Oregon | 38  | 38  | 35.5 | .418 | .328 | .838 | 3.9 | 4.6 | 1.8 | .1  | 12.9 |
| 2019–20 | Oregon | 31  | 31  | 36.6 | .468 | .415 | .821 | 4.3 | 5.5 | 1.5 | .0  | 20.5 |
| Total   | Total  | 144 | 140 | 33.7 | .437 | .379 | .800 | 3.8 | 4.6 | 1.5 | .0  | 13.5 |

### Profesional
Fue elegido en la vigésimo sexta posición del Draft de la NBA de 2020 por los Boston Celtics, equipo con el que firmó su primer contrato profesional el 24 de noviembre.
Durante su primera temporada, el 4 de enero de 2021, registró su mejor marca anotadora hasta ese momento con 23 puntos ante Toronto Raptors, incluyendo 8 asistencias. En el siguiente encuentro, anotó la canasta ganadora ante  Miami Heat. Y el 12 de enero consiguió su primera titularidad ante Detroit Pistons. El 27 de abril, consiguió anotar 28 puntos ante Oklahoma City Thunder.
El 9 de abril de 2023, en el último encuentro de su tercera temporada en Boston, consigue un triple-doble de 30 puntos, 14 rebotes y 11 asistencias.
En octubre de 2023, antes del comienzo de la temporada, acuerda una extensión con los Celtics por cuatro años y $30 millones.
El 17 de junio de 2024 se convierte en campeón de la NBA tras la victoria de Boston en las Finales a Dallas Mavericks (4-1).
Durante su quinta temporada en Boston, el 5 de marzo de 2025, anota 43 puntos ante Portland Trail Blazers. Además su compañero Derrick White anotó 41 puntos, siendo la primera pareja en la historia de los Celtics en conseguir 40 o más puntos en un partido. Al término de la temporada regular le fue otorgado el premio al Mejor Sexto Hombre de la NBA.

## Estadísticas de su carrera en la NBA
|  | Denota temporadas en las que fue Campeón de la NBA |

### Temporada regular
| Año     | Equipo | PJ  | PT | MPP  | %TC  | %3P  | %TL   | RPP | APP | ROB | TPP | PPP  |
| ------- | ------ | --- | -- | ---- | ---- | ---- | ----- | --- | --- | --- | --- | ---- |
| 2020-21 | Boston | 66  | 4  | 19.2 | .440 | .411 | .889  | 2.4 | 1.8 | .6  | .1  | 7.7  |
| 2021-22 | Boston | 71  | 2  | 14.1 | .429 | .412 | 1.000 | 1.9 | 2.0 | .4  | .1  | 6.2  |
| 2022-23 | Boston | 48  | 3  | 13.4 | .412 | .364 | .750  | 1.8 | 1.3 | .3  | .0  | 5.6  |
| 2023-24 | Boston | 82  | 5  | 22.3 | .468 | .385 | .821  | 3.2 | 3.4 | .5  | .1  | 9.6  |
| 2024-25 | Boston | 80  | 3  | 28.4 | .472 | .407 | .845  | 3.8 | 3.5 | .9  | .2  | 14.3 |
| Total   | Total  | 347 | 17 | 20.2 | .454 | .399 | .856  | 2.7 | 2.5 | .5  | .1  | 9.1  |

### Playoffs
| Año   | Equipo | PJ | PT | MPP  | %TC  | %3P  | %TL   | RPP | APP | ROB | TPP | PPP  |
| ----- | ------ | -- | -- | ---- | ---- | ---- | ----- | --- | --- | --- | --- | ---- |
| 2021  | Boston | 5  | 0  | 13.5 | .353 | .300 | 1.000 | 1.8 | 2.4 | .4  | .0  | 3.4  |
| 2022  | Boston | 24 | 0  | 12.9 | .422 | .333 | .667  | 1.9 | 1.6 | .3  | .1  | 4.8  |
| 2023  | Boston | 10 | 0  | 5.7  | .545 | .400 | .800  | .6  | 1.1 | .1  | .0  | 3.2  |
| 2024  | Boston | 19 | 0  | 18.7 | .419 | .383 | .917  | 1.9 | 2.1 | .2  | .0  | 6.4  |
| 2025  | Boston | 11 | 0  | 27.5 | .455 | .403 | .824  | 2.3 | 1.5 | .5  | .0  | 11.9 |
| Total | Total  | 69 | 0  | 15.8 | .435 | .370 | .833  | 1.8 | 1.7 | .3  | 0   | 6.0  |